# Anne Nurmi
Anne Marjanna Nurmi (* 22. srpna 1968, Tampere) je finská zpěvačka, skladatelka a klávesistka, členka skupiny Lacrimosa, v současnosti žijící ve Švýcarsku
Když byla mladší zpívala v kostelním sboru a začala hrát na klávesy.
V roce 1987, Anne a zpěvák jménem Jyrki založili gothic rockovou skupinu Noidat (fin. Čarodějnice). Roku 1989 se přidali ke skupině další dva členové. Skupina poté změnila své jméno na Two Witches a začala psát texty v angličtině.
V roce 1993 podnikly Two Witches turné s Lacrimosou, při této příležitosti se Anne seznámila s německým hudebníkem Tilo Wolffem. Ten byl tak fascinován jejím hlasem, že ji přemluvil aby se přidala k jeho projektu a v roce 1994 se stala členem Lacrimosi.